# Gard Sveen
Gard Sveen (8 maart 1969) is een Noors schrijver van misdaadromans.

## Biografie
Gard Sveen werkt als senior-adviseur bij het Forsvarsdepartementet (het Noors ministerie van Defensie). In 2013 verscheen zijn debuutroman Den siste pilegrimen die bekroond werd met de Maurits Hansen-prisen voor beste misdaadromandebuut en vervolgens met de Rivertonprisen, de Glazen Sleutel en in 2016 met de Palle Rosenkrantz-prisen. Hoofdpersonage van zijn romans is inspecteur Tommy Bergman.